# South Pacific Tennis Classic 1978
Il South Pacific Tennis Classic 1978 è stato un torneo di tennis giocato sull'erba. Il torneo si è giocato a Brisbane in Australia dal 9 al 15 ottobre 1978.

## Campioni

### Singolare
Mark Edmondson ha battuto in finale  John Alexander con il punteggio di 6–4, 7–6

### Doppio
John Alexander /   Phil Dent hanno battuto in finale  Syd Ball /  Allan Stone con il punteggio di 6–3, 7–6